# Ratio decidendi
La ratio decidendi (expression latine signifiant « raison de la décision ») correspond à la justification d'une décision de justice rendue par une cour appliquant la common law ; c'est là que l'on trouve la règle de droit dégagée de l’espèce, seule partie d'une décision qui s'impose dans le futur aux juridictions inférieures.